# 孔小如
《孔小如》是中国大陆拍摄的一部动画片，由江苏通州妙吧影视动漫有限公司制作，罗克执导，该动画主要讲述孔小如以及其身边的人所发生的故事。该作获得了很多的奖项。

## 剧情
在古代的一个城镇里，一个孤儿孔小如与他的宠物相依为命，他是个充满正义感并且乐于助人的人。并且他经常会帮助穷人去反抗欺负他们的财主。

## 外部連結
- 豆瓣电影上《孔小如》的資料 （简体中文）
- 在线观看地址 （页面存档备份，存于）